# Jeffries-Gletscher
Der Jeffries-Gletscher ist ein 13 km langer Gletscher im ostantarktischen Coatsland. In den Theron Mountains fließt er zwischen dem Lenton Bluff und den Marø-Kliffs in nordwestlicher Richtung zum Bailey-Eisstrom.
Teilnehmer der Commonwealth Trans-Antarctic Expedition (1955–1958) nahmen zwischen 1956 und 1957 die erste Kartierung und die Benennung vor. Namensgeber ist Peter Harry Jeffries (1931–2001), Meteorologe bei dieser Forschungsreise.